# ۴۱ (میلادی)
۴۱ (میلادی) چهل و یکمین سال تقویم میلادی است.

## رویدادها
بر اساس مکان
امپراتوری روم
24 ژانویه
- کالیگولا، که به خاطر رفتارهای عجیب و غریب و استبداد ظالمانه‌اش شناخته می‌شد، توسط گارد ناراضی پرتورین خود ترور شد.[۱]
- کلودیوس جانشین برادرزاده‌اش، کالیگولا، به عنوان امپراتور می‌شود.[۲]
- ۲۵ ژانویه - پس از یک شب مذاکره، کلودیوس توسط سنا به عنوان امپراتور پذیرفته شد.[۲]
- کلودیوس، آگریپا را پادشاه یهودیه می‌کند.[۳]
- مسالینا، همسر کلودیوس، کلودیوس را متقاعد می‌کند که سنکای جوان را به اتهام زنا با یولیا لیویلا به کورسیکا تبعید کند.[۴]
- کلودیوس آزادی مذهبی را به یهودیان در سراسر امپراتوری بازگرداند،[۵]اما یهودیان ساکن رم را از تبلیغ دین منع می‌کند.[۶]
- حمله‌ای از سوی ژرمن‌ها در آن سوی راین توسط رومی‌ها متوقف می‌شود.[۷]

چین
- امپراتور گوانگ وو از سلسله هان، همسرش، گوئو شنگ‌تونگ، را از مقام امپراتریسی عزل کرد و همسرش یین لیهوا را به جای او به مقام امپراتریسی منصوب کرد.[۸]

## زادگان
- 12 فوریه - تیبریوس کلودیوس سزار بریتانیکوس، پسر کلودیوس (متوفی 55 پس از میلاد)[۹]

## درگذشتگان
- ۲۴ ژانویه – کالیگولا، امپراتور در روم باستان

- ۲۴ ژانویه یولیا دروسیلا، دختر کالیگولا (ترور شده) (متولد ۳۹ میلادی)[۱۰]
- ۲۴ ژانویه میلونیا کائسونیا، همسر کالیگولا (ترور شده) (متولد ۶ میلادی)[۱۰]
- آسپرناس کالپورنیوس سرانوس، سیاستمدار رومی
- گنائوس دومیتیوس آهنوباربوس، کنسول روم (متولد 17 قبل از میلاد)
- یولیا لیویلا، دختر ژرمانیکوس (از گرسنگی درگذشت) (متولد ۱۸ میلادی)[۱۱]